# Milionia celebensis
Milionia celebensis là một loài bướm đêm trong họ Geometridae.

## Hình ảnh

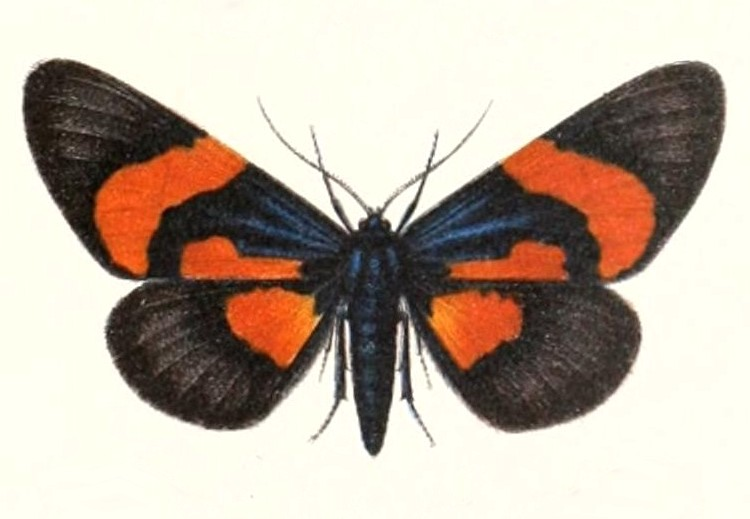